# László Zsolt (színművész)
László Zsolt (Miskolc, 1965. október 31. –) Jászai Mari-díjas magyar színész, a Halhatatlanok Társulatának örökös tagja.

## Életpályája
1989-ben végezte el a főiskolát, ezt követően a Radnóti Miklós Színház szerződtette. 1994-ben, Székely Gábor inspirációjára az Új Színház alapító tagja, 1998-tól szabadúszó volt. 2002-ben elfogadta Schwajda György invitálását a Nemzeti Színházhoz, 2013–2016 között pedig a Vörösmarty Színház társulatának tagja volt Szikora János vezetése alatt. 2016-ban újra visszatért Pestre és a Radnóti Színházhoz szerződött, Kováts Adél, „mint nő, mint szenzitív személyiség” miatt.
Elsősorban markáns, kérlelhetetlen drámai hősök alakítója, a Tartuffe címszerepében azonban karikírozó tehetségét is bizonyította. Címszerepek sorát osztották rá, játszhatott Shakespeare, Molière, Csehov, Miller és Molnár Ferenc műveiben. A rendezők közül alkotótársa volt – többek között – Székely Gábornak, Novák Eszternek, Zsótér Sándornak, Sopsits Árpádnak, Hargitai Ivánnak, Ács Jánosnak, Ascher Tamásnak, valamint volt igazgatójának, Alföldi Róbertnek.
Mozifilmben és televízióban is sűrűn feltűnik. Szántó Erika, Gaudiopolis című díjnyertes tévéjátékának egyik főszereplője volt. Szerepet kapott a Tűzvonalban című népszerű tévésorozatban.
Szinkronizált filmjeinek száma száz körüli, hangja felismerhető rádióadásokban, rádiójátékokban.

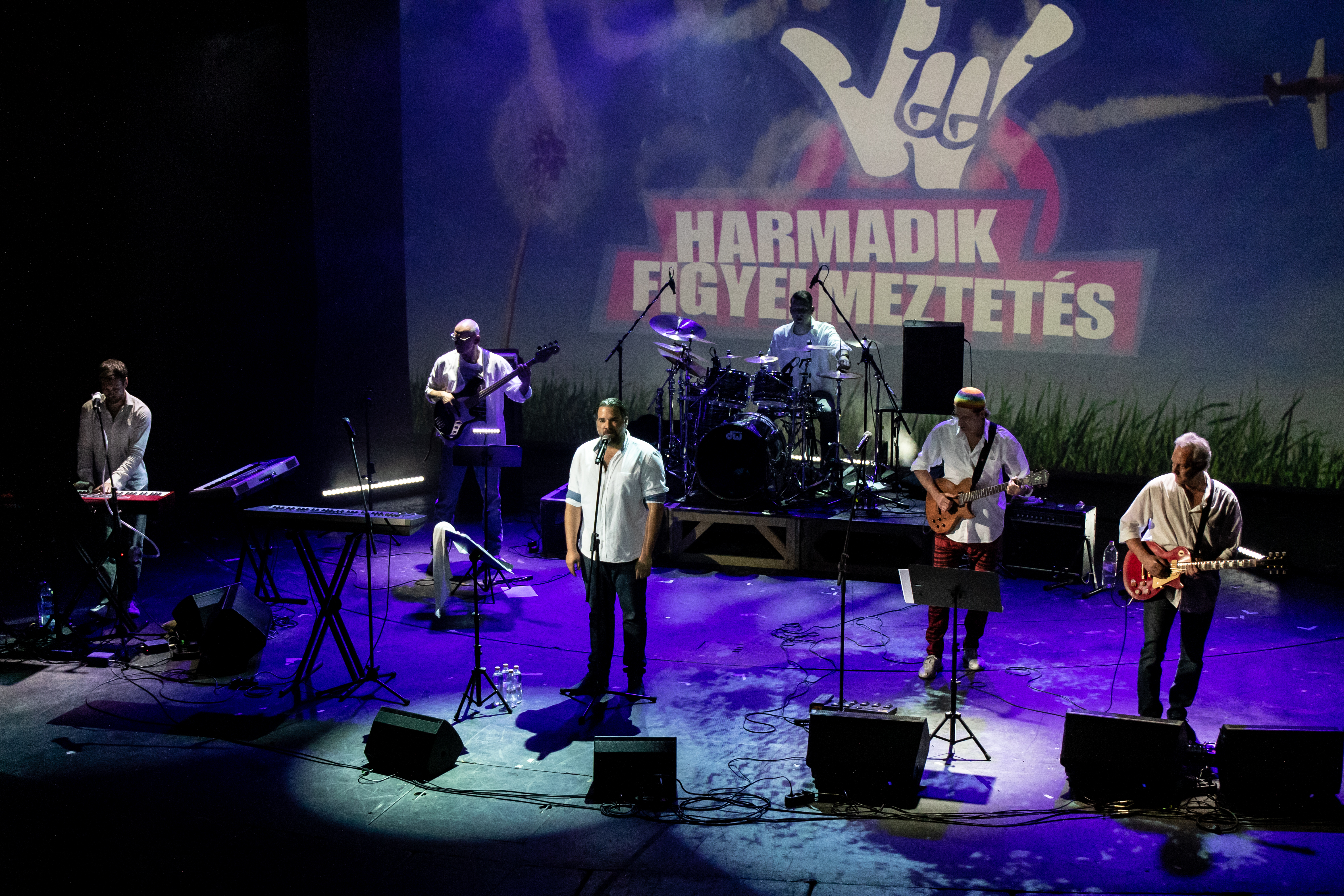
Harmadik Figyelmeztetés jubileumi gálakoncert (fotó: Juhász Éva, Pesti Magyar Színház, 2019)

A zene szeretete gyerekkorától él benne, előbb énekkaros volt, majd gitározni kezdett. Az Új Színházban kezdett el basszusgitározni, 2013 végétől pedig a Harmadik Figyelmeztetés nevű színészzenekarban játszik Fillár István hívására, akivel már a főiskolán is együtt zenélt.

### Családja
Nős, öt gyermek édesapja. Nagyobbik fia hangmérnökként dolgozik. Lánya, Panna televíziós műsorkészítőnek tanul. Fia, László Gáspár színész szakon tanult a Színház- és Filmművészeti Egyetemen.

## Szerepei

### Színház
Radnóti Miklós Színház
- Kompothy Zsigmond: Kísértet-csárdás (Hektor Viktor Dammer)
- Gosztonyi János: Kék angyal (Lohmann)
- Bíró Lajos: Hotel Imperial (Ulrszky)
- Zsótér Sándor: Utazás a Föld körül nyolczvan nap alatt (Fogg Phileas)
- Nagy András: Anna Karenina pályaudvar (Alekszej Vronszkij )
- Alan Alexander Milne: Micimackó (Füles)
- Molière:
  - A képzelt beteg (Cléante)
  - A fösvény (Fecske)
- Johan August Strindberg: Bertha és Axel (Axel)
- Carl Sternheim: A bugyogó (Benjamin Mandelstam)
- Goethe: Clavigo (Címszerep)
- Marivaux: Állhatatlan szeretők (Herceg)
- Strauß: Az idő és a szoba (Férfi, akinek nincsen meg az órája )
- Tábori György: Jubileum (Wumpf, sírásó )
- Németh Ákos: Anita, avagy a szenvedély (Csik)
- Wajdi Mouawad: Futótúz (Hermile Lebel)
- Harold Pinter: A gondnok (Aston)
- Shakespeare: 
  - A téli rege (Camillo)
  - Lear király (Címszerep)
- Friedrich Schiller: Don Carlos (Fülöp király)

Nemzeti Színház
- Euripidész: Oresztész (Püladész)
- Webster: Amalfi hercegnő (Ferdinánd)
- Botho Strauß: A park (Oberon)
- Shakespeare
  - Lear király (Edgar)
  - III. Richárd (Buckhingham herceg)
- Molière: Tartuffe (címszerep)
- Dosztojevszkij-Kovács Márton-Mohácsi István-Mohácsi János: Ördögök
- Szophoklész: Oidipusz[m 1] (Címszerep)
- Rejtő Jenő-Darvas Benedek-Hamvai Kornél-Varró Dániel: Vesztegzár a Grand Hotelben (Elder felügyelő)
- Bulgakov: A Mester és Margarita (Mester)
- Sánta Ferenc: Az ötödik pecsét (Vasöntő)
- Karinthy Frigyes: Holnap reggel (Ember Sándor, mérnök)
- Heinrich von Kleist: Pentheszileia (Akhilleusz)
- Füst Milán: Boldogtalanok (Húber Vilmos, papi nyomdász)
- Háy János: Senák (Rák Jani)
- Katona József: Bánk bán (Címszerep)
- Arthur Miller: Az ügynök halála[m 2] (Biff)
- Móricz Zsigmond: Úri muri (Szakhmáry Zoltán)
- Térey János: Jeremiás avagy Isten hidege (címszerep)
- Madách Imre: Az ember tragédiája (Lucifer)
- Mohácsi-Mohácsi-Kovács: Egyszer élünk avagy a tenger azontúl tűnik semmiségbe
- G.B. Shaw: Szent Johanna (Jean Lemaitre, domonkos rendi szerzetes, inkvizítor)
- Shakespeare: Hamlet, dán királyfi (Színész, szellem)
- John Osborne: Hazafit nekünk! (Alfred Redl)
- Tony Kushner: Angyalok Amerikában (Louis)
- Székely Csaba: Bányavirág (Iván)
- Klaus Mann: Mephisto (A Tábornagy)

| Budapesti Katona József Színház - Fosse: Őszi álom (Férfi) Gyulai Várszínház - Shakespeare. Falstaff – IV. Henrik (Percy; Colevile) Trafó - Kane: Megtisztulva (Rod) Szentendrei Teátrum - Molière: George Dandin avagy a megcsúfolt férj (Clitandre) Szegedi Nemzeti Színház - Arthur Miller: Az ügynök halála "Fejének belseje" - Shakespeare: Falstaff (Harry; V. Henrik) Új Színház - Vörösmarty Mihály: Csongor és Tünde "Üdlak" (Tudós) - Heinrich von Kleist: Homburg hercege (Címszerep) - Molière: Don Juan (Don Carlos) - Dorst: Merlin avagy a puszta ország (Artus király) - Csiky Gergely: Ingyenélők (Zátonyi Bence) - Csehov: - Ivanov (Lvov, fiatal körorvos) - Cseresznyéskert (Lopahin) - Shakespeare: Hamlet (Címszerep) - Molnár Ferenc: Üvegcipő (Császár Pál) | Budapesti Kamaraszínház - Rainer Werner Fassbinder: A fehér méreg (Gottfried) - Heinrich von Kleist: A Schroffenstein család avagy a Bosszú (Ottkar) - Shakespeare: - A velencei kalmár (Antonio) - Macbeth (Címszerep) - Friedrich Schiller: Haramiák-Banditák (Moor Ferenc) - Tennessee Williams: A vágy villamosa (Stanley Kowalski) - Beaumarchais: Figaro házassága (Almaviva gróf) - Dosztojevszkij: Bűn és bűnhődés a rácsok mögött (Zsoltár-Porfirij) Játékszín - Zsolt Béla: Erzsébetváros (Gyula) Madách Színház főiskolai hallgatóként - Háy Gyula: Mohács (Ferdinánd, osztrák herceg) - Edmond Rostand: Cyrano de Bergerac - Shakespeare: Tévedések vígjátéka - Molnár Ferenc: Hattyú (György, Beatrix fia) Vizsgaelőadások - Szép Ernő: Vőlegény (Lala) - Shakespeare: Vízkereszt, vagy amit akartok (Bohóc) - Mihail Sebastian: Névtelen csillag (Udrea) - Fejes Endre-Presser Gábor: Jó estét nyár, jó estét szerelem (fiú) |

### Film
- A legényanya (1988)
- A három nővér (1991)
- Esti Kornél csodálatos utazása (1994)
- Szamba (1995)
- Csajok (1996)
- A szökés (1997)
- Gyilkos kedv (1997)
- A napfény íze (Sunshine) (1999)
- Chacho Rom – Az igazi cigány (1999)
- El Nino – A kisded (2000)
- II. Olivér (2001)
- Kontroll (2003)
- Állítsátok meg Terézanyut! (2004)
- A Herceg haladéka (2006)
- Rokonok (2006)
- Ég veled! (2005)
- Sorstalanság (2005)
- Budakeszi srácok (2006)
- De kik azok a Lumnitzer nővérek? (2006)
- Boszporusz felett a híd (2007)
- Ópium – Egy elmebeteg nő naplója (2007)
- Kaméleon (2008)
- Presszó (2008)
- A hetedik kör (2009)
- Kút (2016)
- A martfűi rém (2016)
- A tökéletes gyilkos (2017)
- Valami Amerika 3. (2018)
- Most van most (2019)
- Bűnös város (2021)
- Hadik (2023)

### Televízió
- Gaudiopolis (1988)
- Angyalbőrben (1988)
- Kisváros (1993–2001)
- Kis Romulusz (bűnügyi tévéfilmsorozat, 6/4. rész; 1994.) - Gróf László gyakornok[5]
- Nyugat 100 (Irodalmi összeállítás – 2008)
- Májusi zápor (2008)
- Géniusz, az alkimista (2009)
- Tűzvonalban (2007–2010)
- Ármány és szerelem Anno 1951 (2011)
- Terápia (2012)
- Utolsó órák (2014)
- Jófiúk (2019)
- Aranybulla (2022)
- Emberszag (2022)
- Hunyadi (2025)

### Szinkron
- A Mester és Margarita – Aleksandr Galibin (Mester)[forrás?]
- Robin Hood (1973) (Robin Hood)
- A Szépség és a Szörnyeteg(wd) – Vincent Cassel (La Bête / A herceg)[6]
- Mátrix – Keanu Reeves (Thomas A. Anderson / Neo)
- Mátrix – Újratöltve - Keanu Reeves (Thomas A. Anderson / Neo)
- Mátrix – Forradalmak - Keanu Reeves (Thomas A. Anderson / Neo)
- Mátrix: Feltámadások - Keanu Reeves (Thomas A. Anderson / Neo)
- Animátrix - Keanu Reeves (Thomas A. Anderson / Neo)
- John Wick - Keanu Reeves (John Wick)
- John Wick: 2. felvonás - Keanu Reeves (John Wick)
- Jó reggelt, Vietnam! – Juney Smith (Phil McPherson)
- Trója – Eric Bana (Hektór)
- Szívek szállodája – Scott Patterson (Luke)
- Rejtélyek kalandorai – Adrian Pasdar (Declan)
- A szökés – Lincoln Burrows
- Narnia Krónikái: Caspian herceg – Aslan
- Vészhelyzet – Goran Višnjić (Dr. Luca Kovac)
- JAG – Becsületbeli ügyek – David James Elliott (Harmon Rabb)
- A sötét lovag – Felemelkedés – Tom Hardy (Bane)
- Péter, a kőszikla – Daniele Pecci (Pál)
- Golyózápor – Clive Owen (Smith)
- A szállító - Jason Statham (Frank Martin)
- A szállító 2 - Jason Statham (Frank Martin)
- Bosszúállók (film, 1998) - Ralph Fiennes (John Steed)
- A Megtorló (film) - Thomas Jane (Frank Castle/A Megtorló)
- Trónok harca - Stephen Dillane (Stannis Baratheon)

• Az öt legenda - Hugh Jackman (Húsvéti nyúl)
- Volt egyszer egy stúdió - Daniel Wolfe (Robin Hood)

### Rádió
- Tandori Dezső: Vér és virághab (1995)
- Rónay György: A szegény jó Hanuszákné (Regényfelolvasás)
- Méhes György: Szépike és Csúfuka (Mesefelolvasás)
- Bálint Ágnes: Gücülke (mesejáték) Félfülű nyúl hangja
- Szilágyi Andor: Leánder és Lenszirom (2000)
- Móricz Zsigmond: A nagy fejedelem (2016) /Bethlen Gábor/

## CD-k és hangoskönyvek
- Petőfi Sándor minden verse /27-28/ (Magyar Rádió Rt., 2001)[7]
- Márai Sándor: Válás Budán (2006)[7]
- Babits Mihály: A gólyakalifa (2008)[7]
- Milan Kundera: A lét elviselhetetlen könnyűsége (2008)[7]
- Alekszandr Iszajevics Szolzsenyicin: Ivan Gyenyiszovics egy napja (2009)[7]
- Graham Greene: Egy kapcsolat vége (2014)[7]
- Mérő László: Maga itt a tánctanár? (2015)[8]
- Márai Sándor: Judit... és az utóhang (2015)[9]
- Stieg Larson: A lány, aki a tűzzel játszik (2017)
- Stieg Larson: A kártyavár összedől (2018)
- Kepes András: Tövispuszta (2021)

## Elismerések
- Hecuba-díj (1995)
- Jászai Mari-díj (1995)
- Greguss-díj (1999)
- Gábor Miklós-díj (2000)
- Pécsi Országos Színházi Találkozó – Legjobb férfi főszereplő díj[m 4] (2002)[11]
- Súgó Csiga díj (2003)
- Színikritikusok Díja – A Fővárosi Önkormányzat Különdíja (az Oidipuszért, 2006)[12]
- Farkas–Ratkó-díj (2009)
- A 42. Magyar Filmszemle – A legjobb férfi színész díja (A halálba táncoltatott leány című filmben nyújtott alakításáért, 2011)
- Arany Medál díj – Az év hazai színésze (2014)[13]
- Aranyalma díj (Fejér Megyei Hírlap) – 2014. év színésze (2015)[14]
- Legjobb férfi főszereplő - Pécsi Országos Színházi Találkozó (Lear király, Radnóti Miklós Színház, 2016)[15]
- A Halhatatlanok Társulatának örökös tagja (2024)